# Gora (Zatchatchié)
Pour les articles homonymes, voir Gora.
Gora (en russe : Гора) est un hameau russe du raïon de Kholmogory dans l'oblast d'Arkhangelsk. Sa population s'élevait à 5 habitants en 2021.

## Géographie
Gora est située dans le centre-nord de l'oblast d'Arkhangelsk, un sujet de Russie européenne qui fait partie du district fédéral du Nord-Ouest. La localité se trouve dans le raïon de Kholmogory, un des raïons de l'oblast, avec le hameau de Kholmogory comme centre administratif.
Gora, comme tout l'oblast d'Arkhangelsk, est située dans le fuseau horaire MSK (heure de Moscou). Le décalage horaire appliqué par rapport au temps universel coordonné est +03:00.

## Démographie
Recensements (*) ou estimations de la population,,,,:
| 2002* | 2010* | 2012 | 2021* |
| ----- | ----- | ---- | ----- |
| 0     | 12    | 12   | 5     |

## Culture locale et patrimoine
Le hameau possède dans l'ancien village de Melandovo l'église de Notre-Dame-de-Vladimir de 1759, qui est classée comme objet patrimonial culturel de Russie d'importance régionale sous le no 291410183950005 depuis 1998. Aussi dans l'ancien village de Melandovo se trouve l'église de la Trinité-Vivifiante, de 1828, qui est classée comme objet patrimonial culturel de Russie d'importance régionale sous le no 291410180390005 depuis 1998.

Monuments classés :
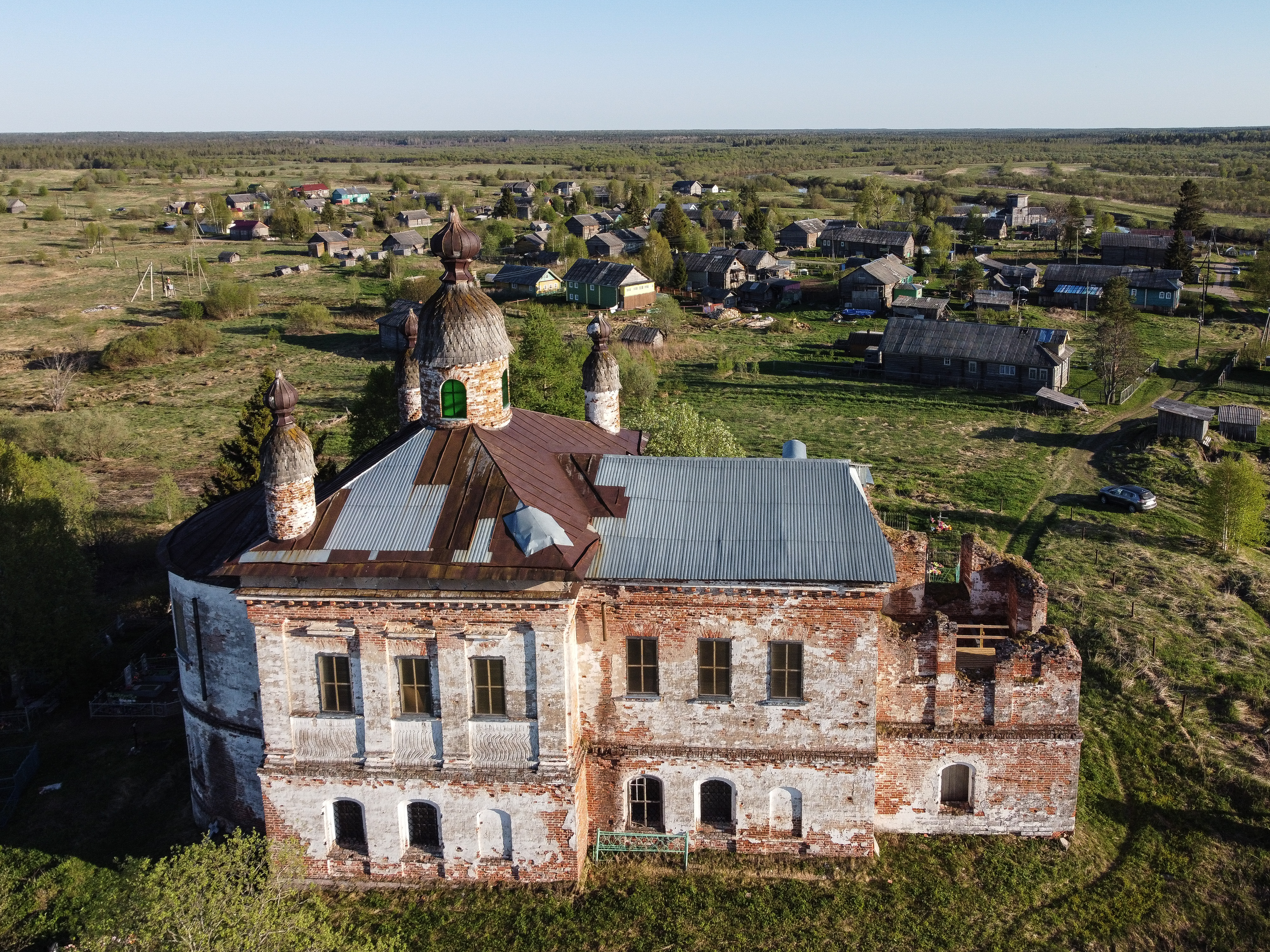
L'église de la Trinité-vivifiante.
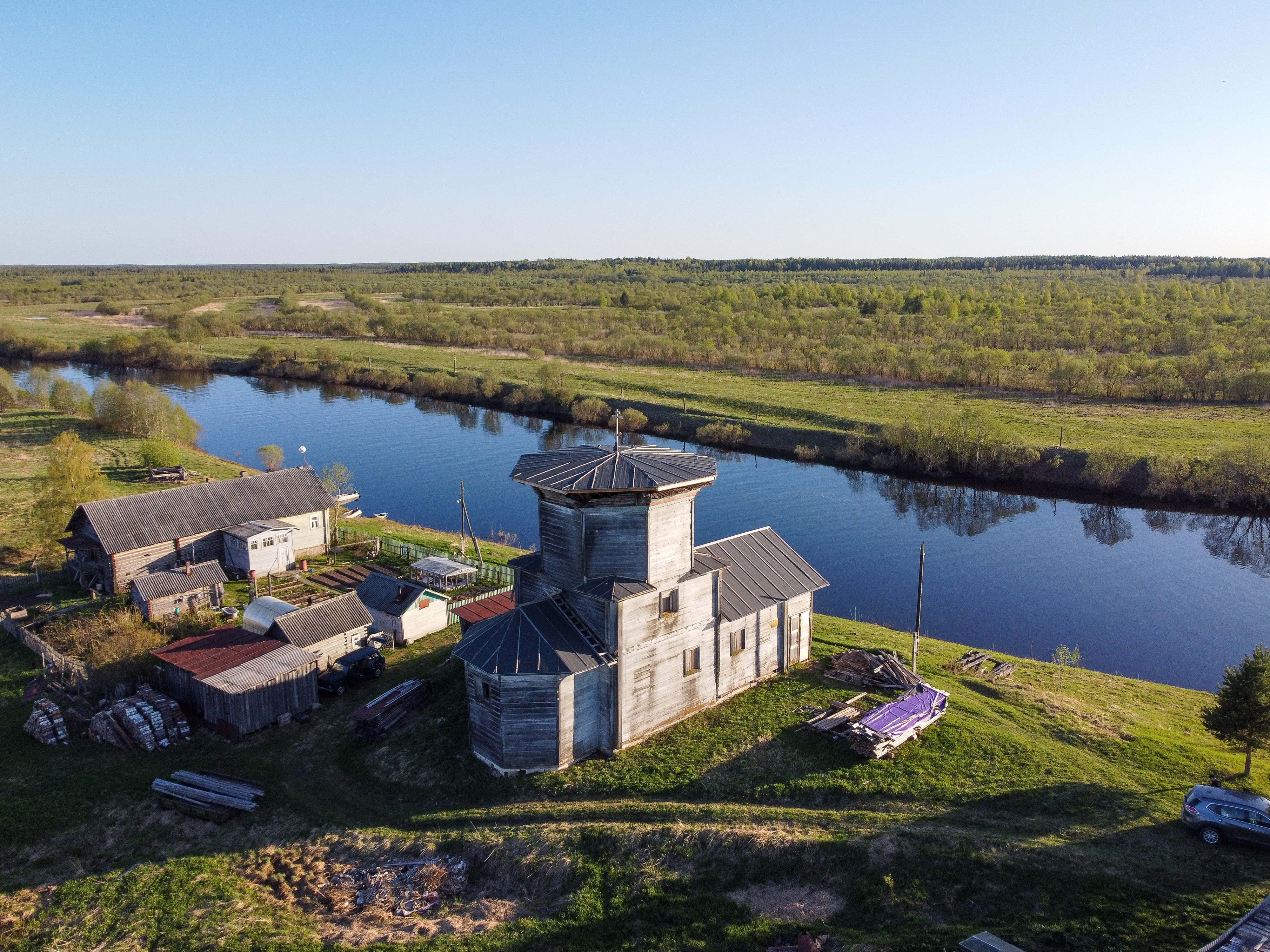
L'église Notre-Dame-de-Vladimir.